# Al-Hamah
Al-Hamah (în arabă الهامة; ortografiat și al-Hameh) este un sat pe râul Barada în districtul Qudsaya din Guvernoratul Rif Dimashq (Damasc Rural) în sudul Siriei. Se află la vest de capitala siriană Damasc, dincolo de Muntele Qasioun, și este acum o suburbie periferice a Damascului mai mare. Este între Qudsaya la sud și Jamraya la nord. 
Potrivit Biroului Central de Statistică al Siriei, al-Hamah avea o populație de 10.045 de locuitori la recensământul din 2004. Locuitorii săi sunt predominant musulmani sunniți și creștini sirieni.